# Aéroport de Lijiang Sanyi
L'aéroport de Lijiang Sanyi (code IATA : LJG • code OACI : ZPLJ) est un aéroport desservant la ville-préfecture de Lijiang, dans la province du Yunnan, en Chine.
Construit en 1995, l'aéroport est situé à 25 kilomètres au sud du centre-ville de Lijiang.

## Situation

### Carte des 50 premiers aéroports de Chine
| \| 500 km1:25 016 000 \| Baotou Canton Changchun Changsha Chengdu-CTU Chengdu-TFU Chongqing Dalian Fuzhou Guilin Guiyang Haikou Hailar Hangzhou Harbin Hefei Hohhot Jinan Jinghong Kunming Lanzhou Lhassa Lijiang Nanchang Nankin Nanning Ningbo Pékin · Capitale Pékin · Daxing Qingdao Quanzhou Sanya Shanghaï-Pudong Shanghaï-Hongqiao Shantou-Chaozhou-Jieyang Shenyang Shenzhen Shijiazhuang Taiyuan Tianjin Ürümqi Wenzhou Wuhan Suzhou Xiamen Xi'an Xining Yantai Yinchuan Zhengzhou Zhuhai-Jinwan |
| 500 km1:25 016 000 |

## Statistiques
Pour des raisons techniques, il est temporairement impossible d'afficher le graphique qui aurait dû être présenté ici.

Voir la requête brute et les sources sur Wikidata.

## Compagnies aériennes et destinations
| Compagnies                                           | Destinations |
| ---------------------------------------------------- | --- |
| Air China                                            | Pékin-Capitale, Chengdu-Shuangliu, Chongqing-Jiangbei, Guiyang, Hangzhou-Xiaoshan, Tianjin Binhai |
| Beijing Capital Airlines                             | Pékin-Capitale, Chengdu-Shuangliu, Chongqing-Jiangbei, Canton-Baiyun, Guiyang, Hangzhou-Xiaoshan, Kunming-Changshui, Nankin, Nanning, Shanghai-Pudong, Shenyang, Shijiazhuang, Wuhan, Xi'an-Xianyang, Jinghong Xishuangbanna Gasa, Zhengzhou                                  |
| Chengdu Airlines                                     | Chengdu-Shuangliu |
| China Eastern Airlines                               | Pékin-Capitale, Changsha, Chengdu-Shuangliu, Chongqing-Jiangbei, Canton-Baiyun, Kunming-Changshui, Nankin, Shanghai-Hongqiao, Shenzhen-Bao'an, Taïwan-Taoyuan, Wuxi/Suzhou, Xi'an-Xianyang, Jinghong Xishuangbanna Gasa, Yantai                                               |
| China Southern Airlines                              | Canton-Baiyun, Kunming-Changshui, Shenzhen-Bao'an, Nanning, Zhengzhou |
| China Southern Airlines opéré par Chongqing Airlines | Chongqing-Jiangbei |
| Juneyao Airlines                                     | Beihai-Fucheng, Changsha, Guiyang, Hangzhou-Xiaoshan, Shanghai-Pudong |
| Kunming Airlines                                     | Chengdu-Shuangliu, Kunming-Changshui, Liuzhou, Nanning, Qingdao-Jiaodong |
| Loong Airlines                                       | Anshun-Huangguoshu (en), Bijie-Feixiong (en), Guilin-Liangjiang, Guiyang, Hangzhou-Xiaoshan, Zunyi (zh) |
| Lucky Air                                            | Chongqing-Jiangbei, Guiyang, Haikou, Kuala Lumpur, Kunming-Changshui, Lanzhou, Luzhou-Yunlong, Mianyang Nanjiao, Nankin, Ningbo, Simao (en), Taïwan-Taoyuan, Wuhan, Xi'an-Xianyang, Xingyi (en), Jinghong Xishuangbanna Gasa, Xuzhou-Guanyin, Yibin Wuliangye (en), Zhengzhou |
| Shanghai Airlines                                    | Shanghai-Hongqiao |
| Shenzhen Airlines                                    | Shenzhen-Bao'an |
| Sichuan Airlines                                     | Chengdu-Shuangliu, Chongqing-Jiangbei, Mianyang Nanjiao, Nankin, Xi'an-Xianyang |
| West Air                                             | Chongqing-Jiangbei |

Édité le 03/04/2018